# Подгорани (округ Нітра)
Подгорани (словац. Podhorany) — село, громада округу Нітра, Нітранський край. Кадастрова площа громади — 17,71 км².
Населення 1063 особи (станом на 31 грудня 2018 року).

## Географія
Протікають річки Добротка і Гунтак.

## Історія
Подгорани згадуються 1113 року.

## Населення
| Рік:            | 1994. | 2004.    | 2014.   | 2024.   |
| --------------- | ----- | -------- | ------- | ------- |
| Кількість осіб: | 1400  | 1062     | 1095    | 1154    |
| Різниця:        |       | -24,14 % | +3,10 % | +5,38 % |

| Рік:            | 2023. | 2024.   |
| --------------- | ----- | ------- |
| Кількість осіб: | 1168  | 1154    |
| Різниця:        |       | -1,19 % |